# Dimanopulu Afrodité
Dimanopulu Afrodité (Miskolc, 1965. április 30. –) Aase- és Domján Edit-díjas magyar színésznő.

## Életpályája
„Miskolcon születtem, édesapám görög, édesanyám magyar származású. Ott is nőttem fel, csodálatos volt a miskolci görög kolónia részének lenni, rendszeres résztvevői voltunk mi is a görög rendezvényeknek, görög táncházaknak, görög iskolába is jártam. Ezeken a helyeken tanultam meg görögül, és itt sajátítottam el a görög táncok alapjait is, amit úgy gondolom, nem lehet elfelejteni. Sajnos később, mikor érettségi után Budapesten tanultam tovább, ritkultak ezek az alkalmak...”

Tanulmányait Miskolcon végezte, majd a Nemzeti Színház Stúdiójának növendékeként kezdett foglalkozni a színészettel. A Színház- és Filmművészeti Főiskolát 1984 és 1988 között végezte el, osztályfőnöke Kerényi Imre volt. A főiskola után az egri Gárdonyi Géza Színházhoz szerződött, amely azóta is anyaszínháza. Főiskolásként szerepelt a székesfehérvári Vörösmarty Színháznál, később vendégeskedett a nyíregyházi Móricz Zsigmond Színház, a debreceni Csokonai Színház és az Egri Pinceszínház előadásaiban is.
Férje Várhelyi Dénes színművész, fiuk Várhelyi Áron szintén színész.

## Színpadi szerepeiből
- Moravetz Levente-Balásy Szabolcs-Horváth Krisztián: A fejedelem (Eleonóra)
- Békés Pál: A Félőlény (Csupánc)
- Goldoni: A kávéház (Lisaura, táncosnő)
- Edmond Rostand: A két Pierrot, vagy a fehér vacsora (Colombina)
- Arnold Wesker: A konyha (Violet)
- Bródy Sándor: A medikus (Riza)
- Julius Brammer–Alfred Grünwald–Kálmán Imre : A montmartre-i ibolya (Ninon)
- Arisztophanész: A nők ünnepe (Első nő)
- Sławomir Mrożek: A pulyka (Laura)
- Arthur Miller: A salemi boszorkányok (Abigail Williams)
- Paul Claudel: A selyemcipő (Doña Isabelle)
- Bródy Sándor: A tanítónő (Hray Ida)
- William Shakespeare: A tél meséje (Az Idő, mint kórus)
- Tennessee Williams: A tetovált rózsa (Assunta)
- Márton László: A törött nádszál (Jósika Istvánné Füzi Borbála)
- Tennessee Williams: A vágy villamosa (Stella)
- William Shakespeare: A windsori víg nők (Anna Page)
- Miklós Tibor-Kocsák Tibor: Anna Karenina (Dolly)
- Remenyik Zsigmond: Az atyai ház (Anya)
- Madách Imre: Az ember tragédiája (Éva)
- Georges Feydeau: Bolha a fülbe (Lucienne Homenides de Histangua)
- Valentyin Petrovics Katajev: Bolond vasárnap (Klára Lurkó, tornászbajnoknő)
- Gregg Opelka : C'est La Vie (….)
- Fred Ebb-Bob Fosse: Chicago (Mona)
- Carlo Goldoni: Chioggiai csetepaté (Orsetta)
- Balogh Elemér-Kerényi Imre: Csíksomlyói passió (Mária)
- Zerkovitz Béla: Csókos asszony (Kató)
- Lisa Schlesinger: Danny Winston és Rib Ann Magee csontjai (Mrs. Mary Winston)
- Békés Pál: Dezsavű (….)
- E. T. A. Hoffmann-Kapecz Zsuzsa-Gothár Péter: Diótörő (Anya; Motoros egér; Rumos meggy)
- Ödön von Horváth: Don Juan megjön a háborúból (A nő)
- Vészi Endre: Don Quijote utolsó kalandja (….)
- Julian Garner: Ébredés (Agnes)
- Gárdonyi Géza: Egri csillagok (Ceceyné)
- Peter Shaffer: Equus (Dora Strang)
- Galambos Péter: Férjek (Ani)
- Nell Dunn: Gőzben (Nancy)
- Szomory Dezső: Hagyd a nagypapát (Diane)
- James Rado-Gerome Ragni-Galt MacDermot: Hair (Suzannah)
- Anton Pavlovics Csehov: Három nővér (Irina)
- Bródy János-Szörényi Levente: István, a király (Gizella)
- Kacsóh Pongrác-Bakonyi Károly: János vitéz (Iluska)
- Tim Rice-Andrew Lloyd Webber: József és a színes, szélesvásznú álomkabát (Narrátor II.)
- August Strindberg: Júlia kisasszony (Júlia kisasszony)
- Dale Wasserman-Ken Kesey: Kakukkfészek (Ratched nővér)
- Giulio Scarnicci-Renzo Tarabusi: Kaviár és lencse (Fiorella)
- Adamis Anna-Presser Gábor: Képzelt riport egy amerikai popfesztiválról (Eszter)
- Ray Cooney: Klikk! (Barbara Smith)
- Fábri Péter: Látogatók (Vargáné; Kovácsné; Novákné; Orosz nő 1.; Kápónő; 1. nő)
- Edward Bond: Lear (Fontanell)
- Huszka Jenő-Martos Ferenc: Lili bárónő (Sasváry Clarisse)
- Schwajda György-Éry-Kovács András: Ludas Mátyás (Anya)
- Szirmai Albert: Mágnás Miska (Stefánia)
- Huszka Jenő: Mária főhadnagy (Mária)
- Jékely Zoltán: Mátyás király juhásza (Kunigunda)
- James Kirkwood-Nicholas Dante: Michael Bennett emlékére (Diana)
- Mihail Afanaszjevics Bulgakov: Molière (Éliante)
- Charles Dickens: Oliver! (Mrs. Bedwin)
- Böhm György-Korcsmáros György: Otelló Gyulaházán (Szusits Márta, a primadonna)
- Lyman Frank Baum: Óz a nagy varázsló (Dorka; Jóboszorkány; Emmi néni)
- Jean Racine: Phaedra (Phaedra)
- Szőke Andrea: SUSU Bolondság (Sóhaj Pálma, a díva)
- Kodály Zoltán: Székely fonó (….)
- William Shakespeare: Szentivánéji álom (Hippolyta)
- Barta Lajos: Szerelem (Nelli)
- Bacsó Péter: Te rongyos élet (Gróf Zichy Szaniszlóné)
- Molière: Tudós nők (Philaminte)
- Carlo Gozzi: Turandot (Turandot)
- Willy Russel: Vértestvérek (Mrs. Lyons)
- Egressy Zoltán: Vesztett éden (Majthényi Anna)
- Szép Ernő: Vőlegény (Mariska)
- Marc Camoletti: Boeing, Boeing – Leszállás Párizsban (Judith)

## Tévéfilmek
- Lili (1983)
- Fürkész történetei: Héra (1983)
- Kisváros: Halálos zuhanás (1995)
- Családi album (2000-2001)

## Kalandjáték
- Jumurdzsák gyűrűje (2006)

## Díjai, elismerései
- Napsugár-díj (1997)
- Domján Edit-díj (1998)
- Aase-díj (2016)